# Majskij (Bělgorodská oblast)
Majskij (rusky Майский) je osada v Bělgorodské oblasti v Rusku. Žije zde 14 143 obyvatel (2021).

## Geografie
Obec se nachází asi 12 km vzdušnou čarou jihozápadně od centra oblastního města Bělgorodu a je ve skutečnosti jeho předměstím. Státní hranice s Ukrajinou se nachází přibližně 20 km od obce.

## Dějiny
Obec se nachází na místě bývalé obce Pavlovka, do dnešní podoby se vyvíjela od 50. let 20. století.
Od roku 1957 zde bylo založeno experimentální zemědělské družstvo s přidruženou osadou, která dostala svůj dnešní název 29. ledna 1968, odvozený od ruského názvu pro měsíc květen, což byl ideologický odkaz na První máj. V roce 1971 bylo v osadě vybudováno vědecké centrum a roku 1978 byl v obci otevřen Bělgorodský zemědělský institut. Od 80. let 20. století se v obci stavěly panelové domy.
V roce 1986 získala osada status sídla městského typu, ale v roce 1994 ho ztratila.
V rámci ruské komunální reformy bylo 1. ledna 2006 okresní centrum Bělgorodského rajónu přesunuto z Bělgorodu do Majského.

## Doprava
Obcí prochází federální dálnice M2 Krym (součást evropské silnice E105), která zde byla rozšířena na čtyřproudou rychlostní komunikaci, z Moskvy přes Tulu, Orel, Kursk a Bělgorod k ukrajinské hranici (tam pokračuje dále ve směru Charkov - Záporoží - Krym).
5 km severozápadním směrem od Majského vede železniční trať Moskva - Kursk - Charkov, ale v samotné obci není železniční stanice.
Majskij je plně integrován autobusovou a trolejbusovou městskou hromadnou dopravou s Bělgorodem.